# البوذية والمسيحية

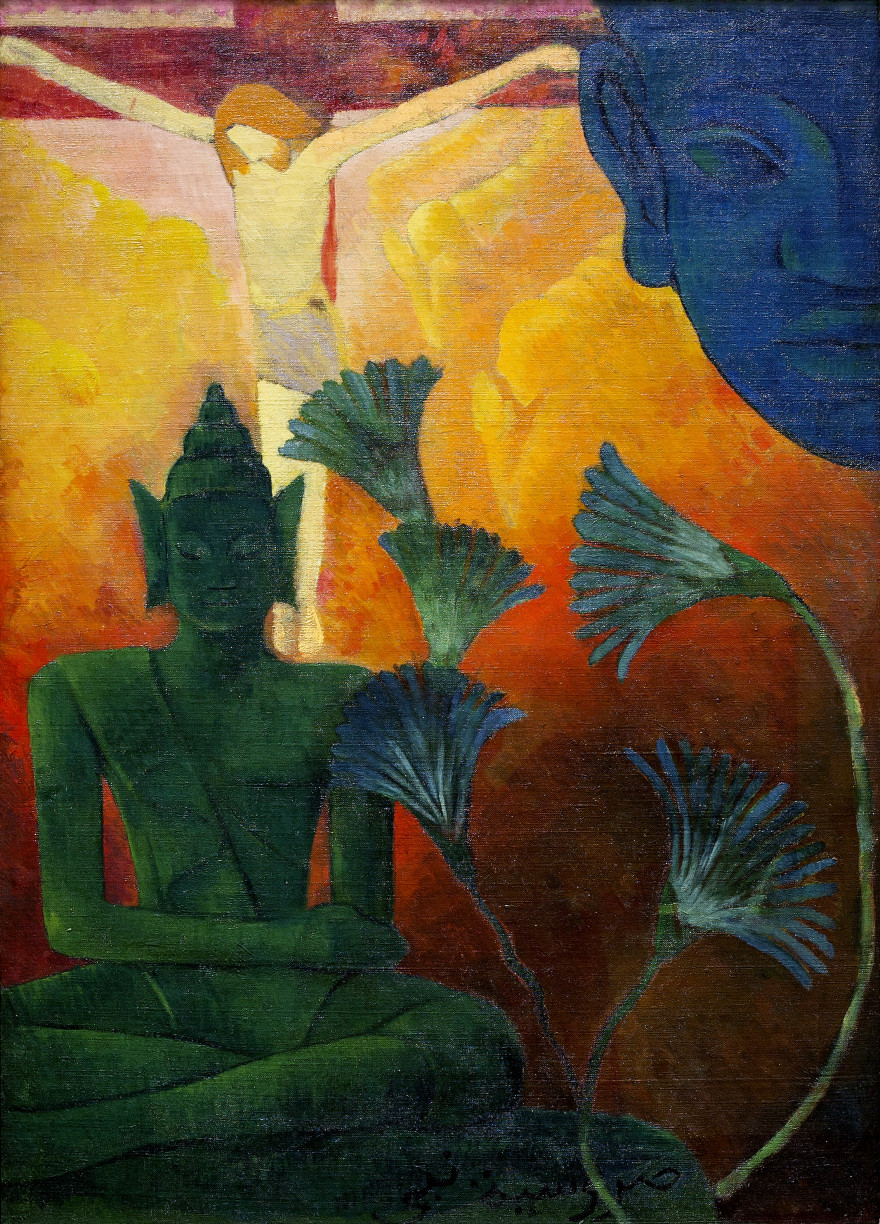
لوحة بوذا ويسوع لبول رانسون (1880)

كانت المقارنات، وما زالت، تُرسم بين البوذية والمسيحية وربما أثرت البوذية على بداية المسيحية. بدأ أشوكا إمبراطور الهند بإرسال المبشرين البوذيين إلى سوريا، ومصر، واليونان منذ العام 250 ق.م وربما ساعدوا في الاستعداد لأخلاقيات المسيح. أشار آخرون إلى فروقات كبرى بين الديانتين بدءًا من منزلة التوحيد في صميم المسيحية، وميل البوذية ناحية اللاألوهية (عدم أهمية وجود إله خالق) ما يتعارض مع التعاليم المتعلقة بالله في المسيحية؛ وصولًا إلى أهمية النعمة في المسيحية مقابل رفض التدخل في الكارما في مذهب تيرافادا البوذي، إلخ.
كان بعض المسيحيين الأوائل على دراية بالبوذية التي كانت تُمارس في كلتا الإمبراطوريتين اليونانية والرومانية في فترة ما قبل المسيحية. رفضت غالبية الدراسات المسيحية المعاصرة أي أساس تاريخي لرحلات يسوع إلى الهند أو التبت ورأت المحاولات التي تتناول الموضوع برمزية موازية كحالات من ظاهرة جنون التوازي التي تغالي في التشابه. مع ذلك، كان التوفيق بين المسيحية النسطورية والبوذية في الشرق منتشرًا على طول طريق الحرير في العصور القديمة والوسطى، وكان واضحًا على وجه الخصوص في كنيسة الشرق القروسطية في الصين، كما تشهد الوثائق النسطورية.

## الأصول والاتصالات الأولى
يعود تاريخ البوذية إلى ما يُعرف الآن ببوذا غايا في الهند قبل المسيحية بستة قرون تقريبًا، ما يجعلها واحدة من أقدم الديانات التي ما زالت ممارستها مستمرة.
ترجع أصول المسيحية إلى مقاطعة يهودا الرومانية في بداية القرن الأول. يعود تاريخ الأناجيل الأربعة القانونية إلى نحو 70 – 90 م، وكُتبت رسائل بولس قبلها نحو 50 – 60 م. بحلول بداية القرن الثاني، كان علم اللاهوت المسيحي ما بعد الرسولي قد تبلور، في أعمال مؤلفين مثل القديس إيرينيئوس، رغم أن المسيحية تعتبر تحقيقًا للنبوءة اليهودية المتعلقة «بالمسيح» التي ترجع إلى تاريخ أقدم من ذلك.
بدءًا من ثلاثينيات القرن العشرين، اقترح أدباء مثل ويل ديورانت احتمال مساهمة ممثلي الإمبراطور أشوكا اليونانيين – البوذيين الذين سافروا إلى سوريا ومصر واليونان بتمهيد الطريق أمام التعاليم المسيحية. كانت المسيحية بارزة في العالم اليوناني الشرقي (اليونانية – البوذية) وأصبحت الديانة الرسمية في الممالك اليونانية الشرقية التي خلفت إمبراطورية الإسكندر الأكبر (المملكة الإغريقية البخترية (250 ق.م – 125 ق.م) والمملكة الهندية الإغريقية (180 ق.م – 10م)). هناك عدة مبشرين يونانيين بوذيين معروفين (ماهادهارماراكسيتا ودهارماراكسيتا) واعتنق الملك الهندي اليوناني ميناندر الأول البوذية، ويُعتبر واحدًا من رعاة البوذية العظام. (انظر ميليندا بانها). اقترح بعض المؤرخين المعاصرين إمكانية أن تكون أخوية المعالجين (ثيرابيوتاي) الرهبانية في مصر تشويهًا للكلمة الباليّة «تيرافادا»، أحد أشكال البوذية، وأن الحركة ربما «استمدت كامل إلهامها تقريبًا من تعاليم وممارسات الزهد البوذي». ربما كانوا حتى من سلالة مبعوثي أشوكا إلى الغرب.
وُجدت شواهد قبور بوذية من الفترة البطلمية مُزينة برسوم لعجلة دارما في الإسكندرية المصرية، ما يعني أن البوذيين كانوا يعيشون في مصر الهلنستية وقتما بدأت المسيحية. قاد وجود البوذيين في الإسكندرية أحد الأدباء إلى كتابة: «حدث لاحقًا أن أُقيمت بعض أنشط مراكز المسيحية في هذا المكان تحديدًا». ومع ذلك، يعتقد الباحثون المسيحيون المعاصرون عمومًا بعدم وجود دليل مباشر على أي تأثير للبوذية على المسيحية، وتوجد العديد من الأعمال اللاهوتية العلمية التي لا تدعم هذه الاقتراحات. مع ذلك، يقترح بعض المؤرخين مثل جيري إتش. بينتلي إمكانية أن تكون البوذية قد أثرت على تطور المسيحية المبكر فعلًا.
من المعروف أن المسيحيين البارزين الأوائل كانوا على دراية ببوذا وبعض القصص البوذية. يذكر القديس جيروم (القرن الرابع الميلادي) ولادة بوذا، من يدعي «أنه وُلد من جنب عذراء»؛ وقد اقتُرح أن أسطورة الولادة من عذراء البوذية هذه قد ألهمت المسيحية. كان أبو الكنيسة الأولى إكليمندس الإسكندري (توفي عام 215م) على علم بالبوذية أيضًا، وكتب في مؤلَف البُسُط خاصته (الكتاب الأول، الفصل الخامس عشر): «هناك عدد من الفلاسفة العراة (gymnosophists) الهنود أيضًا، وغيرهم من الفلاسفة البربريين. وينقسم هؤلاء إلى فئتين، يدعى بعضهم بالسمنية وبعضهم بالبراهمة. وهناك من السمنية من يدعون بالهيلوبي «Hylobii»، لا يسكنون مدنًا ولا يعيشون تحت أسقُف، بل يلبسون لحاء الأشجار، ويعيشون على المكسرات، ويشربون الماء بكفوف أيديهم. وكما من يُدعَون بالإنكراتيين في يومنا هذا، لا يتخذون زوجة ولا ولدًا. بعض الهنديين أيضًا ينصاعون لتعاليم بوذا، الذي رفعوه إلى مراتب الألوهية جرّاء قداسته غير العادية».
لم يكن هناك أثر للبوذية في الغرب فترة العصور الوسطى. في القرن الثالث عشر، أرسل رحالة عالميون مثل جيوفاني دي بيانو كاربيني وويليام الروبروكي، تقارير عن البوذية إلى الغرب ولاحظوا بعض أوجه الشبه بينها وبين المجتمعات المسيحية النسطورية. بالطبع، كان التوفيق بين المسيحية النسطورية والبوذية في الشرق منتشرًا على طول طريق الحرير في العصور القديمة والوسطى، وكان واضحًا على وجه الخصوص في كنيسة الشرق القروسطية في الصين، كما تشهد الوثائق النسطورية.
وقتما ازداد التماس المباشر بين الأوروبيين المسيحيين والبوذيين في أوائل القرن السادس عشر، أرسل مبشرون كاثوليكيون كالقديس فرنيسي كسفاريوس تقارير عن الممارسات البوذية. مع وصول الدراسات السنسكريتية إلى الجامعات الأوروبية في أواخر القرن الثامن عشر، والتوفر اللاحق للنصوص البوذية، بدأ نقاش حول مقابلة البوذية بصورة لائقة. في وقتها، جمعت البوذية أتباعًا وعند نهاية القرن التاسع عشر اعتنق أوائل الغربيين (أمثال السير إدوين آرنولد وهنري أولكوت) البوذية، وعند بداية القرن العشرين دخل أوائل الغربيين (مثل أناندا ميتيّا ونياناتيلوكا) في حياة الرهبانية البوذية.

## أوجه التآلف والتخالف

### أوجه التآلف
في القرن التاسع عشر، بدأ بعض الباحثين بإدراك نقاط التشابه بين الممارسات البوذية والمسيحية، مثلًا، كتب توماس ديفيس في عام 1878 أن أوائل المبشرين الذين ارتحلوا إلى التبت لاحظوا أن التشابهات قد شوهدت منذ أول اتصال معروف. أبدى إرنست دي بونسن في عام 1880 ملاحظات مشابهة في هذا الصدد وباستثناء وفاة يسوع على الصليب، وعقيدة الغفران المسيحية، تحمل أقدم السجلات البوذية أوجه تشابه مع التقاليد المسيحية.
لاحقًا في القرن العشرين، كتب المؤرخ جيري إتش. بينتلي عن التشابهات وصرح بأنه من الممكن «أن تكون البوذية قد ألهمت تطور المسيحية المبكر» واقترح «الانتباه إلى التوازيات العديدة المتعلقة بولادتي، وحياتي، وعقيدتي، ووفيتي بوذا ويسوع». رسم بعض البوذيين المرموقين مقارنات بين يسوع والبوذية، والدالاي لاما الرابع عشر مثال على ذلك، إذ صرح في عام 2001 بأن «يسوع المسيح قد عاش حيوات سابقة أيضًا»، وأضاف قائلًا: «لذا، كما ترون، لقد وصل إلى حالة عليا، إما كبوداسف، أو كشخص مستنير، عبر الممارسات البوذية أو شيء من هذا القبيل». أكد ثيت نات هانه قلب المعتقدات المسيحية مثل الثالوث، ووفاة يسوع المسيح وقيامته، في كتابه بوذا الحي، المسيح الحي. بصورة مشابهة، يرى بوكين كيم المسيح على أنه دهارماكايا، ويسوع شبيه بغوتاما الذي كان مجرد ظهور تاريخي لبوذا عبر التاريخ.